# Schneidereria pistaciicola
Schneidereria pistaciicola är en fjärilsart som beskrevs av Aleksandr Sergeievich Danilevsky 1955. Schneidereria pistaciicola ingår i släktet Schneidereria och familjen stävmalar. Inga underarter finns listade i Catalogue of Life.